# Cloudové úložiště

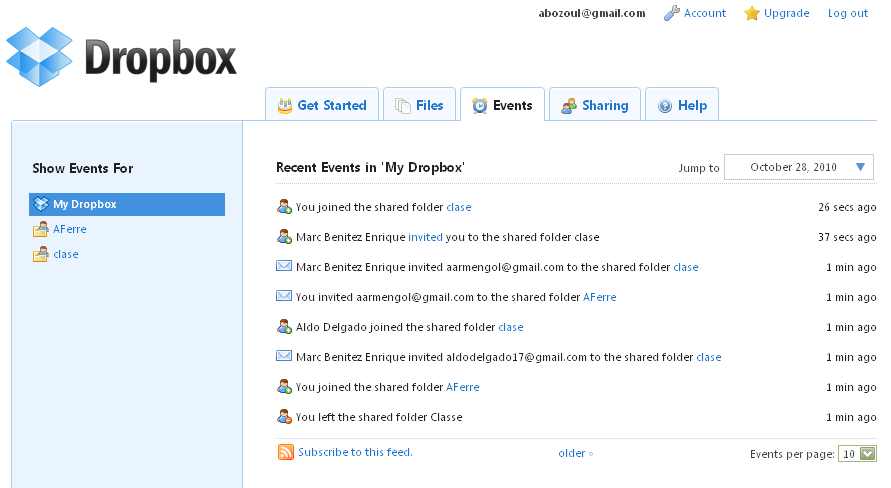
Cloudové úložiště Dropbox

Cloudové úložiště je služba umožňující ukládat soubory, na virtuálním úložišti, resp. vzdáleném serveru daného poskytovatele této služby, ze kterého je mohou sdílet, prohlížet a u většiny služeb i editovat. Výhoda oproti ukládání na místním hardwaru je ta, že cloud lze procházet z jakéhokoliv zařízení.
Nejznámějšími a nejpoužívanějšími cloudy jsou např. OneDrive, Google Disk, iCloud, Dropbox či české Ulož.to. Cloud většinou je placený; spousta služeb nabízí omezený prostor pro data zdarma, zatímco některé cloudy jsou placené úplně a nenabízejí ani zkušební verzi či bezplatné úložiště.